# Melamphaes typhlops
Melamphaes typhlops är en fiskart som först beskrevs av Lowe, 1843.  Melamphaes typhlops ingår i släktet Melamphaes och familjen Melamphaidae. Inga underarter finns listade i Catalogue of Life.